# Arctotherium vetustum
Arctotherium vetustum es una especie de oso extinta perteneciente al género Arctotherium, de la familia de mamíferos placentarios Ursidae. Habitó en el Pleistoceno de América del Sur.
Junto a Arctotherium wingei, y Arctotherium tarijense conforma el subgénero Pararctotherium.

## Descripción original
Arctotherium vetustum fue descrito originalmente por Florentino Ameghino en el año 1885.

## Distribución
Habitó en la región Pampeana de la Argentina durante el Bonaerense. Existiría también un registro para Brasil.

## Características generales
El estudio de la morfología dentaria indica que probablemente predaban activamente sobre la diversa fauna de megaherbívoros pleistocénicos (mamíferos de gran tamaño ya extinguidos); por otra parte, las lesiones observadas sobre los dientes indican que también carroñaban los cadáveres de cazados por otros predadores. Probablemente la cacería activa no haya sido la única vía de obtención de carne fresca, puesto que el gran poderío físico y su ferocidad seguramente les permitía disputar el fruto de la cacería a otros grandes carnívoros del Pleistoceno (lo que se conoce como cleptoparasitismo) como el felino diente de sable. Por comparación con las especies actuales, puede inferirse que consumía también una gran variedad de alimentos tales como insectos, otros pequeños animales, frutas o miel.
Probablemente esta especie utilizaba cuevas como refugio. Esto no implica que los osos excavaran las cuevas, sino que probablemente utilizaban las excavadas por otros mamíferos; probablemente edentados extintos como Glossotherium y Scelidotherium.
La extinción de este taxón en América del Sur, puede vincularse primariamente a la desaparición de los megaherbívoros, sus principales presas, en un contexto de fuerte presión de caza ejercida por el hombre, junto a importantes cambios ambientales durante el fin del Pleistoceno.  